# 2010-es Formula–1 szingapúri nagydíj
A szingapúri nagydíj volt a 2010-es Formula–1 világbajnokság tizenötödik versenye. 2010. szeptember 24-e és 26-a között rendezték meg a Singapore Street Circuit-en, Szingapúrban.

## Szabadedzések

### Első szabadedzés
A szingapúri nagydíj első szabadedzését szeptember 24-én, pénteken tartották.
| Helyezés | Versenyző          | Csapat/Motor         | Elért idő | Különbség | Futott kör |
| -------- | ------------------ | -------------------- | --------- | --------- | ---------- |
| 1        | Mark Webber        | Red Bull-Renault     | 1:54,589  | −         | 10         |
| 2        | Michael Schumacher | Mercedes             | 1:54,708  | + 0,119   | 24         |
| 3        | Adrian Sutil       | Force India-Mercedes | 1:54,827  | + 0,238   | 15         |
| 4        | Sebastian Vettel   | Red Bull-Renault     | 1:55,137  | + 0,548   | 12         |
| 5        | Jaime Alguersuari  | Toro Rosso-Ferrari   | 1:55,160  | + 0,571   | 20         |
| 6        | Jenson Button      | McLaren-Mercedes     | 1:55,333  | + 0,744   | 12         |
| 7        | Vitantonio Liuzzi  | Force India-Mercedes | 1:55,510  | + 0,921   | 15         |
| 8        | Sébastien Buemi    | Toro Rosso-Ferrari   | 1:55,523  | + 0,934   | 15         |
| 9        | Robert Kubica      | Renault              | 1:55,672  | + 1,083   | 11         |
| 10       | Vitalij Petrov     | Renault              | 1:55,914  | + 1,325   | 20         |
| 11       | Fernando Alonso    | Ferrari              | 1:56,090  | + 1,501   | 12         |
| 12       | Kobajasi Kamui     | Sauber-Ferrari       | 1:56,339  | + 1,750   | 22         |
| 13       | Nick Heidfeld      | Sauber-Ferrari       | 1:56,458  | + 1,869   | 18         |
| 14       | Nico Rosberg       | Mercedes             | 1:56,598  | + 2,009   | 8          |
| 15       | Heikki Kovalainen  | Lotus-Cosworth       | 1:56,603  | + 2,014   | 12         |
| 16       | Rubens Barrichello | Williams-Cosworth    | 1:56,615  | + 2,026   | 17         |
| 17       | Nico Hülkenberg    | Williams-Cosworth    | 1:56,840  | + 2,251   | 14         |
| 18       | Lewis Hamilton     | McLaren-Mercedes     | 1:56,884  | + 2,295   | 9          |
| 19       | Felipe Massa       | Ferrari              | 1:57,760  | + 3,171   | 22         |
| 20       | Timo Glock         | Virgin-Cosworth      | 1:59,034  | + 4,445   | 19         |
| 21       | Jérôme d’Ambrosio  | Virgin-Cosworth      | 1:59,275  | + 4,686   | 16         |
| 22       | Bruno Senna        | HRT-Cosworth         | 1:59,783  | + 5,194   | 23         |
| 23       | Christian Klien    | HRT-Cosworth         | 2:03,424  | + 8,835   | 17         |
| 24       | Fairuz Fauzy       | Lotus-Cosworth       | 2:05,694  | + 11,105  | 11         |

### Második szabadedzés
A szingapúri nagydíj második szabadedzését szeptember 24-én, pénteken tartották.
| Helyezés | Versenyző          | Csapat/Motor         | Elért idő | Különbség | Futott kör |
| -------- | ------------------ | -------------------- | --------- | --------- | ---------- |
| 1        | Sebastian Vettel   | Red Bull-Renault     | 1:46,660  | −         | 29         |
| 2        | Mark Webber        | Red Bull-Renault     | 1:47,287  | + 0,627   | 27         |
| 3        | Jenson Button      | McLaren-Mercedes     | 1:47,690  | + 1,030   | 28         |
| 4        | Fernando Alonso    | Ferrari              | 1:47,718  | + 1,058   | 20         |
| 5        | Lewis Hamilton     | McLaren-Mercedes     | 1:47,818  | + 1,158   | 28         |
| 6        | Rubens Barrichello | Williams-Cosworth    | 1:48,302  | + 1,642   | 31         |
| 7        | Felipe Massa       | Ferrari              | 1:48,341  | + 1,681   | 28         |
| 8        | Nico Rosberg       | Mercedes             | 1:48,679  | + 2,019   | 26         |
| 9        | Robert Kubica      | Renault              | 1:48,855  | + 2,195   | 15         |
| 10       | Michael Schumacher | Mercedes             | 1:48,889  | + 2,229   | 31         |
| 11       | Nico Hülkenberg    | Williams-Cosworth    | 1:49,153  | + 2,493   | 32         |
| 12       | Kobajasi Kamui     | Sauber-Ferrari       | 1:49,438  | + 2,778   | 30         |
| 13       | Nick Heidfeld      | Sauber-Ferrari       | 1:49,558  | + 2,898   | 26         |
| 14       | Vitalij Petrov     | Renault              | 1:49,608  | + 2,948   | 30         |
| 15       | Vitantonio Liuzzi  | Force India-Mercedes | 1:49,896  | + 3,236   | 28         |
| 16       | Adrian Sutil       | Force India-Mercedes | 1:49,984  | + 3,324   | 11         |
| 17       | Jaime Alguersuari  | Toro Rosso-Ferrari   | 1:50,191  | + 3,531   | 31         |
| 18       | Sébastien Buemi    | Toro Rosso-Ferrari   | 1:50,896  | + 4,236   | 35         |
| 19       | Heikki Kovalainen  | Lotus-Cosworth       | 1:51,878  | + 5,218   | 30         |
| 20       | Timo Glock         | Virgin-Cosworth      | 1:52,150  | + 5,490   | 22         |
| 21       | Lucas di Grassi    | Virgin-Cosworth      | 1:53,431  | + 6,771   | 25         |
| 22       | Jarno Trulli       | Lotus-Cosworth       | 1:53,526  | + 6,866   | 27         |
| 23       | Bruno Senna        | HRT-Cosworth         | 1:54,725  | + 8,065   | 27         |
| 24       | Christian Klien    | HRT-Cosworth         | 1:55,542  | + 8,882   | 25         |

### Harmadik szabadedzés
A szingapúri nagydíj harmadik szabadedzését szeptember 25-én szombaton tartották.
| Helyezés | Versenyző          | Csapat/Motor         | Elért idő | Különbség | Futott kör |
| -------- | ------------------ | -------------------- | --------- | --------- | ---------- |
| 1        | Sebastian Vettel   | Red Bull-Renault     | 1:48,028  | −         | 15         |
| 2        | Fernando Alonso    | Ferrari              | 1:48,650  | + 0,622   | 16         |
| 3        | Lewis Hamilton     | McLaren-Mercedes     | 1:49,000  | + 0,972   | 12         |
| 4        | Felipe Massa       | Ferrari              | 1:49,023  | + 0,995   | 18         |
| 5        | Nico Rosberg       | Mercedes             | 1:49,056  | + 1,028   | 17         |
| 6        | Mark Webber        | Red Bull-Renault     | 1:49,212  | + 1,184   | 13         |
| 7        | Nico Hülkenberg    | Williams-Cosworth    | 1:49,304  | + 1,276   | 17         |
| 8        | Robert Kubica      | Renault              | 1:49,520  | + 1,492   | 16         |
| 9        | Adrian Sutil       | Force India-Mercedes | 1:49,916  | + 1,888   | 15         |
| 10       | Sébastien Buemi    | Toro Rosso-Ferrari   | 1:49,949  | + 1,921   | 16         |
| 11       | Vitalij Petrov     | Renault              | 1:50,040  | + 2,012   | 15         |
| 12       | Rubens Barrichello | Williams-Cosworth    | 1:50,053  | + 2,025   | 16         |
| 13       | Jenson Button      | McLaren-Mercedes     | 1:50,060  | + 2,032   | 12         |
| 14       | Jaime Alguersuari  | Toro Rosso-Ferrari   | 1:50,067  | + 2,039   | 16         |
| 15       | Michael Schumacher | Mercedes             | 1:50,067  | + 2,039   | 14         |
| 16       | Vitantonio Liuzzi  | Force India-Mercedes | 1:50,868  | + 2,840   | 16         |
| 17       | Nick Heidfeld      | Sauber-Ferrari       | 1:51,016  | + 2,988   | 15         |
| 18       | Kobajasi Kamui     | Sauber-Ferrari       | 1:51,027  | + 2,999   | 17         |
| 19       | Timo Glock         | Virgin-Cosworth      | 1:52,340  | + 4,312   | 14         |
| 20       | Heikki Kovalainen  | Lotus-Cosworth       | 1:53,146  | + 5,118   | 15         |
| 21       | Lucas di Grassi    | Virgin-Cosworth      | 1:53,297  | + 5,269   | 15         |
| 22       | Jarno Trulli       | Lotus-Cosworth       | 1:53,681  | + 5,653   | 17         |
| 23       | Christian Klien    | HRT-Cosworth         | 1:54,826  | + 6,798   | 16         |
| 24       | Bruno Senna        | HRT-Cosworth         | 1:55,367  | + 7,339   | 16         |

## Időmérő edzés
A szingapúri nagydíj időmérő edzését szeptember 25-én, szombaton futották.
| Helyezés | Versenyző          | Csapat/Motor         | 1. rész    | 2. rész  | 3. rész  |
| -------- | ------------------ | -------------------- | ---------- | -------- | -------- |
| 1        | Fernando Alonso    | Ferrari              | 1:46.541   | 1:45.809 | 1:45.390 |
| 2        | Sebastian Vettel   | Red Bull-Renault     | 1:46.960   | 1:45.561 | 1:45.457 |
| 3        | Lewis Hamilton     | McLaren-Mercedes     | 1:48.296   | 1:46.042 | 1:45.571 |
| 4        | Jenson Button      | McLaren-Mercedes     | 1:48.032   | 1:46.490 | 1:45.944 |
| 5        | Mark Webber        | Red Bull-Renault     | 1:47.088   | 1:45.908 | 1:45.977 |
| 6        | Rubens Barrichello | Williams-Cosworth    | 1:48.183   | 1:47.019 | 1:46.236 |
| 7        | Nico Rosberg       | Mercedes             | 1:48.554   | 1:46.783 | 1:46.443 |
| 8        | Robert Kubica      | Renault              | 1:47.657   | 1:46.949 | 1:46.593 |
| 9        | Michael Schumacher | Mercedes             | 1:48.425   | 1:47.160 | 1:46.702 |
| 10       | Kobajasi Kamui     | Sauber-Ferrari       | 1:48.908   | 1:47.599 | 1:47.884 |
| 11[1]    | Jaime Alguersuari  | Toro Rosso-Ferrari   | 1:48.127   | 1:47.666 |          |
| 12[2]    | Nico Hülkenberg    | Williams-Cosworth    | 1:47.984   | 1:47.674 |          |
| 13       | Vitalij Petrov     | Renault              | 1:48.906   | 1:48.165 |          |
| 14       | Sébastien Buemi    | Toro Rosso-Ferrari   | 1:49.063   | 1:48.502 |          |
| 15       | Nick Heidfeld      | Sauber-Ferrari       | 1:48.696   | 1:48.557 |          |
| 16       | Adrian Sutil       | Force India-Mercedes | 1:48.496   | 1:48.899 |          |
| 17       | Vitantonio Liuzzi  | Force India-Mercedes | 1:48.988   | 1:48.961 |          |
| 18       | Timo Glock         | Virgin-Cosworth      | 1:50.721   |          |          |
| 19       | Heikki Kovalainen  | Lotus-Cosworth       | 1:50.915   |          |          |
| 20       | Lucas di Grassi    | Virgin-Cosworth      | 1:51.107   |          |          |
| 21       | Jarno Trulli       | Lotus-Cosworth       | 1:51.641   |          |          |
| 22       | Christian Klien    | HRT-Cosworth         | 1:52.946   |          |          |
| 23       | Bruno Senna        | HRT-Cosworth         | 1:54.174   |          |          |
| 24       | Felipe Massa       | Ferrari              | idő nélkül |          |          |

Megjegyzés:
- ↑ 1:  — Jaime Alguersuari a bokszutcából rajtolt, így a 11. rajtkocka üresen maradt.
- ↑ 2:  — Nico Hülkenberg öt rajthelyes büntetést kapott váltócsere miatt.

## Futam
A szingapúri nagydíj futama szeptember 26-án, vasárnap rajtolt.
| Helyezés | Rajtszám | Versenyző          | Csapat/Motor         | Futott kör | Idő/Kiesés oka   | Rajthely | Pont |
| -------- | -------- | ------------------ | -------------------- | ---------- | ---------------- | -------- | ---- |
| 1        | 8        | Fernando Alonso    | Ferrari              | 61         | 1:57:53.579      | 1        | 25   |
| 2        | 5        | Sebastian Vettel   | Red Bull-Renault     | 61         | +0.293           | 2        | 18   |
| 3        | 6        | Mark Webber        | Red Bull-Renault     | 61         | +29.141          | 5        | 15   |
| 4        | 1        | Jenson Button      | McLaren-Mercedes     | 61         | +30.384          | 4        | 12   |
| 5        | 4        | Nico Rosberg       | Mercedes             | 61         | +49.394          | 7        | 10   |
| 6        | 9        | Rubens Barrichello | Williams-Cosworth    | 61         | +56.101          | 6        | 8    |
| 7        | 11       | Robert Kubica      | Renault              | 61         | +1:26.559        | 8        | 6    |
| 8        | 7        | Felipe Massa       | Ferrari              | 61         | +1:53.297        | 24       | 4    |
| 9[1]     | 14       | Adrian Sutil       | Force India-Mercedes | 61         | +2:12.416        | 15       | 2    |
| 10[1]    | 10       | Nico Hülkenberg    | Williams-Cosworth    | 61         | +2:12.791        | 17       | 1    |
| 11       | 12       | Vitalij Petrov     | Renault              | 60         | +1 kör           | 12       |      |
| 12       | 17       | Jaime Alguersuari  | Toro Rosso-Ferrari   | 60         | +1 kör           | 11[2]    |      |
| 13       | 3        | Michael Schumacher | Mercedes             | 60         | +1 kör           | 9        |      |
| 14       | 16       | Sébastien Buemi    | Toro Rosso-Ferrari   | 60         | +1 kör           | 13       |      |
| 15       | 25       | Lucas di Grassi    | Virgin-Cosworth      | 59         | +2 kör           | 20       |      |
| 16[3]    | 19       | Heikki Kovalainen  | Lotus-Cosworth       | 58         | erőforrás        | 19       |      |
| ki       | 24       | Timo Glock         | Virgin-Cosworth      | 49         | hidraulika       | 18       |      |
| ki       | 22       | Nick Heidfeld      | Sauber-Ferrari       | 36         | baleset          | 14       |      |
| ki       | 2        | Lewis Hamilton     | McLaren-Mercedes     | 35         | baleseti sérülés | 3        |      |
| ki       | 20       | Christian Klien    | HRT-Cosworth         | 31         | hidraulika       | 22       |      |
| ki       | 23       | Kobajasi Kamui     | Sauber-Ferrari       | 30         | baleset          | 10       |      |
| ki       | 21       | Bruno Senna        | HRT-Cosworth         | 29         | baleset          | 23       |      |
| ki       | 18       | Jarno Trulli       | Lotus-Cosworth       | 27         | hidraulika       | 21       |      |
| ki       | 15       | Vitantonio Liuzzi  | Force India-Mercedes | 1          | felfüggesztés    | 16       |      |

Megjegyzés:
- ↑ 1:  — Adrian Sutil eredetileg a 8., Nico Hülkenberg pedig a 9. helyen ért célba, de utólag 20 másodperces időbüntetést kaptak kanyarlevágás miatt.
- ↑ 2:  — Heikki Kovalainen nem fejezte be a futamot, de helyezését értékelték, mivel teljesítette a versenytáv több, mint 90%-át.

## A világbajnokság élmezőnyének állása a verseny után
| H   | Versenyzők         | Pont | H   | Konstruktőrök        | Pont |
| --- | ------------------ | ---- | --- | -------------------- | ---- |
| 1.  | Mark Webber        | 202  | 1.  | Red Bull-Renault     | 383  |
| 2.  | Fernando Alonso    | 191  | 2.  | McLaren-Mercedes     | 359  |
| 3.  | Lewis Hamilton     | 182  | 3.  | Ferrari              | 319  |
| 4.  | Sebastian Vettel   | 181  | 4.  | Mercedes             | 168  |
| 5.  | Jenson Button      | 177  | 5.  | Renault              | 133  |
| 6.  | Felipe Massa       | 128  | 6.  | Force India-Mercedes | 60   |
| 7.  | Nico Rosberg       | 122  | 7.  | Williams-Cosworth    | 56   |
| 8.  | Robert Kubica      | 114  | 8.  | Sauber-Ferrari       | 27   |
| 9.  | Adrian Sutil       | 47   | 9.  | Toro Rosso-Ferrari   | 10   |
| 10. | Michael Schumacher | 46   | 10. | Lotus-Cosworth       | 0    |

(A teljes táblázat)

## Statisztikák
Vezető helyen: Fernando Alonso : 61 (1-61)
- Fernando Alonso 20. pole pozícióját szerezte meg, 17. leggyorsabb köre.
- Alonso vasárnap a győzelmet is megszerezte, mely a 25. volt pályafutása során. Ezzel az örök ranglista 6-8. helyét foglalja el Jim Clarkkal és Niki Laudával holtversenyben
- Alonso Grand 5. mesterhármast ért el a futamon, ami azt jelenti, hogy egy versenyző az adott futamon megszerzi a pole pozíciót, megnyeri a futamot, a leggyorsabb kört is megfutja, és emellett pedig minden körben az élen áll. Ez a sportág történetében az 50. ilyen versenyhétvége és ezt Alonsón kívül csak 20 pilóta volt rá képes a Formula−1 történetében. Legutóbb Michael Schumacher 2004-ben, a Hungaroringen
- Ferrari 214. győzelme.
- Rubens Barrichello 300-ik (R) versenye.